# مقاطعة أونتوناغون (ميشيغان)
مقاطعة أونتوناغون (بالإنجليزية: Ontonagon County, Michigan) هي إحدى مقاطعات ولاية ميشيغان في الولايات المتحدة. ، بلغ عدد سكانها 6780 نسمة في عام 2010 حسب إحصاء مكتب تعداد الولايات المتحدة وتصل الكثافة السكانية فيها 2 نسمة/كم2.

## وصلات خارجية
- http://www.ontonagonmi.org/home.html نسخة محفوظة 22 أبريل 2008 على موقع واي باك مشين.
- United States Counties